# تاكسيسة العليا (مارغون)
تاکسیسة العلیا (بالفارسية: تاکسیسه علیا) هي قرية تقع في إيران في قسم مارغون الريفي. يقدر عدد سكانها بـ 44 نسمة بحسب إحصاء 2016.